# 欧贝德时期
30°58′00″N 46°05′00″E / 30.96667°N 46.08333°E

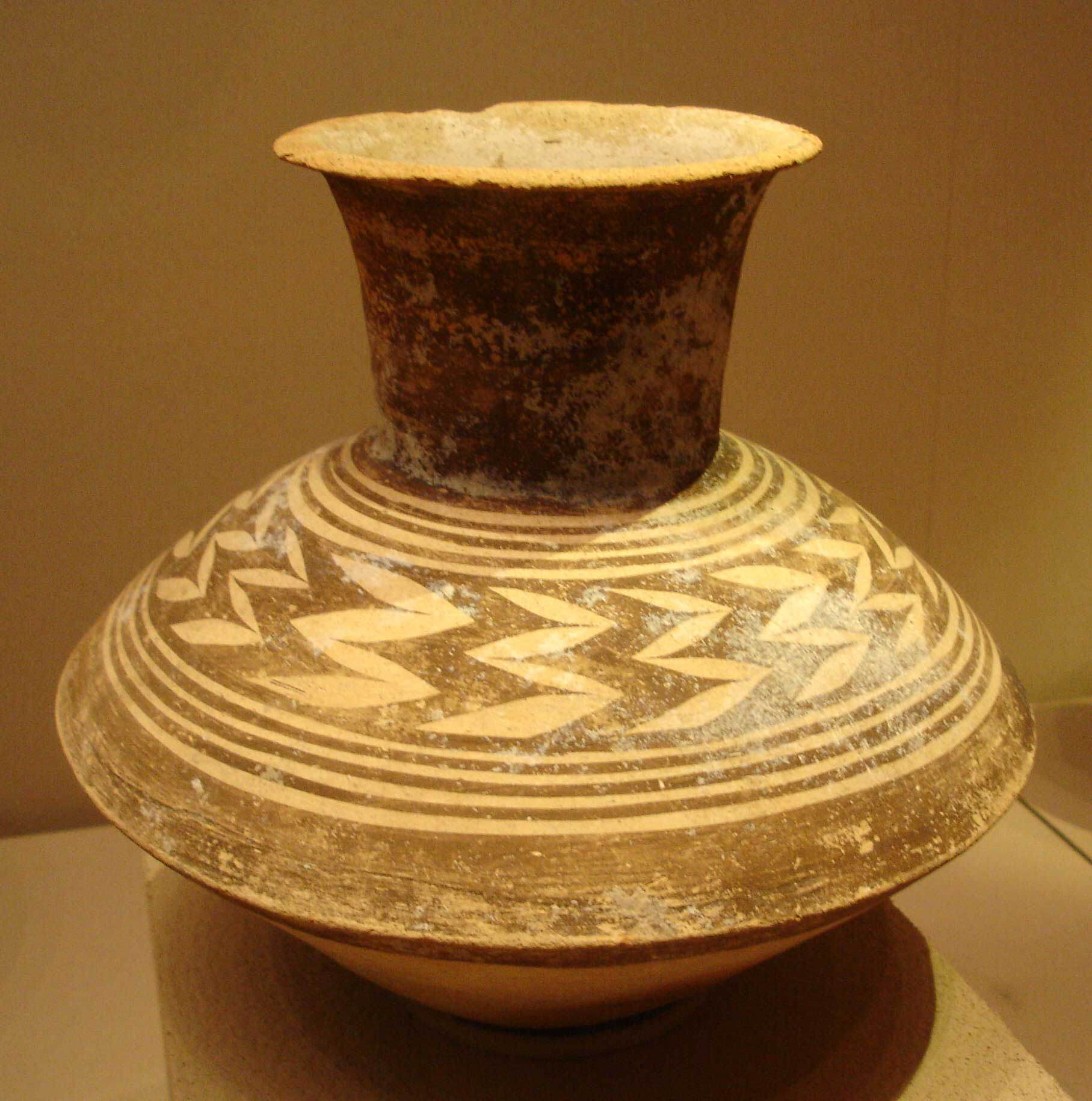
欧贝德时期的陶罐

欧贝德时期 （公元前6500－公元前3800） 是一个美索不达米亚的史前时期，與薩邁拉文化後期處於同一時代。该遗址位于伊拉克南部濟加爾省的欧贝德 (阿拉伯语：‎)，在乌尔古遗址的西面。当地政府将它归为新石器时期的陶器文化到铜石文化，它代表了美索不达米亚南部沖積平原上最早的人类定居生活。欧贝德文化持续了从公元前5300年到公元前4000年的乌鲁克时期漫长年代。在欧贝德时期，人们学会了使用车轮并进入铜石并用时代。

## 食物
当时的人们主要依靠猪和牛生活，而不是山羊和绵羊，原因可能是当地的湿地环境更适合猪和牛的生存。

## 建筑
神殿建筑在当时的遗址中被发现。此时人们的经济状况已经出现分化，但私人房屋并未出现。同时，墓葬中并未体现出贫富差距，说明当时的人们并不在意经济上的差异。

## 陶器
欧贝德时期的陶器风格传播到波斯湾沿岸地区，反映了当时存在的海上贸易。其后期的彩陶风格传播到美索不达米亚的叙利亚地区，取代了那里的哈拉夫传统彩陶。